# Alioum Saïdou
Alioum Saïdou (né le 19 février 1978 à Maroua au Cameroun) est un footballeur international camerounais, devenu entraîneur.

## Biographie

### Carrière de joueur
Saïdou commence sa carrière dans une équipe locale, Coton sport de Garoua, avant d'être repéré par le club turc d'Istanbulspor en 1999 ou il y passe 5 ans. 
Après, il rejoint le club mythique de la même ville Galatasaray Istanbul pour 2 ans où il y remportera le championnat de Turquie lors de sa deuxième et dernière saison avec ce club . À la fin de son contrat, il s'engage en faveur du FC Nantes où il évolue au poste de milieu défensif pendant une saison.
En 2007, il signe un contrat de 3 ans avec le Kayserispor. En août 2010, il signe pour une saison à Sivasspor et termine sa carrière en 2012.

### Carrière d'entraîneur
Le 4 août 2022, il est nommé par la Fédération camerounaise de football au poste de sélectionneur de l'équipe A'. Son premier objectif sera de qualifier la sélection pour le Championnat d'Afrique des nations de football 2022 qui se tiendra en Algérie.

## Palmarès
- Champion  du Cameroun en 1997 et 1998 (Coton sport)
- Champion de Turquie en 2006 (Galatasaray)
- Vainqueur de la Coupe de Turquie en 2008 (Kayserispor)